# Ippocampo (astronomia)
Ippocampo, ufficialmente Hippocamp e precedentemente noto con la designazione provvisoria S/2004 N 1, è un satellite minore di Nettuno, scoperto il 1º luglio 2013 da Mark R. Showalter del SETI Institute di Mountain View, in California.
Date le dimensioni ridotte, il satellite non era stato osservato dalla sonda spaziale Voyager 2 durante il sorvolo ravvicinato di Nettuno del 1989.
Showalter ne ha effettuato la scoperta esaminando più di 150 fotografie d'archivio di Nettuno scattate dal telescopio spaziale Hubble tra il 2004 e il 2009.
Ippocampo è il quattordicesimo satellite noto di Nettuno ed il primo ad essere stato scoperto dal settembre 2003, data della scoperta di Psamate.